# Deshorn Brown
Deshorn Dwayne Brown (* 22. Dezember 1990 in Manchester Parish) ist ein jamaikanischer Fußballspieler.

## Karriere
Brown wurde in Manchester Parish auf der Karibikinsel Jamaika geboren. Als Jugendlicher ging er auf die St. Elizabeth Technical High School in Santa Cruz, Jamaika. Danach wanderte er in die USA aus und besuchte dort die University of Mobile in Alabama. Nach seinem ersten Jahr dort, wechselte er an die University of Central Florida. Im Jahr 2013 beschloss Brown sein Studium abzubrechen um sich für den MLS SuperDraft 2013 anzumelden.
Am 17. Januar 2013 wurde er als sechster Pick in der ersten Runde des MLS SuperDraft 2013 von den Colorado Rapids gewählt, die ihm daraufhin einen Profivertrag anboten. Sein erstes Tor für die Rapids schoss er am 16. März 2013 im Spiel gegen Real Salt Lake. Bei der Wahl zum Rookie of the Year wurde Brown Zweiter hinter seinem Teamkollegen Dillon Powers. Er schoss außerdem das drittschnellste Tor in der MLS-Geschichte nach nur 15 Sekunden gegen Seattle Sounders FC am 5. Oktober 2013.
Am 17. März 2015 wurde bekannt, dass Brown zum Norwegischen Erstligisten Vålerenga Oslo wechselt. Brown schoss seine ersten beiden Tore in Norwegen am 17. April 2015 gegen den FK Haugesund.

### Nationalmannschaft
Am 7. Oktober 2013 wurde Brown zum ersten Mal in den Kader des Jamaikanischen Nationalteams berufen. Am 2. März 2014 schoss er sein erstes Länderspieltor gegen Barbados.

## Sonstiges
Einem breiten Publikum wurde Brown 2015 beim Gruppenspiel der Copa América 2015 gegen Argentinien bekannt, als er nach dem Abpfiff ein Selfie mit Lionel Messi machte.